# Diacyclops conversus
Diacyclops conversus – gatunek widłonoga z rodziny Cyclopidae. Opisała go w 2004 roku amerykańska biolog Janet W. Reid. Miejsce typowe to Blue River w Wyandotte w hrabstwie Crawford w amerykańskim stanie Indiana.